# Jean-Auguste Dominique Ingres
Jean-Auguste Dominique Ingres (pronúncia francesa: [ɛ̃ɡʁ]; Montauban, 29 de agosto de 1780 – Paris, 14 de janeiro de 1867), mais conhecido simplesmente por Ingres, foi um celebrado pintor e desenhista francês, atuando na passagem do neoclassicismo para o romantismo. Foi um discípulo de David e em sua carreira encontrou grandes sucessos e grandes fracassos, mas é considerado hoje um dos mais importantes nomes da pintura do século XIX.
Filho de um escultor ornamentista, educou-se inicialmente em Toulouse. Depois, formado na oficina de David, permaneceu fiel aos postulados neoclássicos do seu mestre ao longo de toda a vida. Passou muitos anos em Roma, onde assimilou aspectos formais de Rafael e do maneirismo. Ingres sobreviveu largamente à época de predomínio do seu estilo, dado que morreu em 1867. A partir de 1830 opôs-se com veemência, da sua posição de académico, ao triunfo do romantismo pictórico representado por Delacroix.
Ingres preferia os retratos e os nus às cenas mitológicas e históricas. Entre os seus melhores retratos contam-se Bonaparte Primeiro Cônsul, A Bela Célia, O Pintor Granet e A Condessa de Hassonville. Nos nus que pintou (A Grande Odalisca, Banho Turco e, sobretudo, A Banhista) é patente o domínio e a graça com que se serve do traço. A sua obra mais conhecida é Apoteose de Homero, de desenho nítido e equilibrada composição.
Sua obra representa a última grande floração da veneranda tradição de pintura histórica. Também deixou obra notável no retrato e no nu feminino. Sua pintura tinha um acabamento técnico impecável e a qualidade de sua linha foi sempre altamente elogiada. Respeitava profundamente os mestres do passado, assumindo depois da morte de David o papel de paladino da ortodoxia clássica contra a ascensão do Romantismo. Esclareceu sua posição afirmando que seguia "os grandes mestres que floresceram naquele século de gloriosa memória quando Rafael estabeleceu os eternos e incontestáveis padrões do sublime em arte… Sou, assim, um conservador de boa doutrina, e não um inovador".
Não obstante a crítica moderna tende a considerá-lo como uma encarnação do mesmo espírito romântico que ele procurava evitar — opinião que foi expressa também por vários de seus contemporâneos —, enquanto que suas distorções expressivas de forma e de espaço o tornam um precursor da arte moderna, exercendo influência sobre artistas como Degas, Picasso, Matisse e Willem de Kooning, entre outros.

## Vida

### Primeiros anos
Ingres foi o primeiro de sete filhos de Jean-Marie-Joseph Ingres (1755–1814) e sua esposa Anne Moulet (1758–1817). Seu pai era um "faz-tudo" nas artes — pintor de miniaturas, escultor, ornatista em pedra e músico amador — mas sua mãe tinha escassa educação. O pai foi o primeiro incentivador e introdutor do jovem Ingres nas artes, através da música e do desenho. A partir de 1786 passou a freqüentar a Ecole des Frères de l'Education Chrétienne, mas os estudos foram interrompidos com a Revolução Francesa, e desde ali sua instrução deixou de ser regular, fato que foi sempre causa de insegurança para ele.

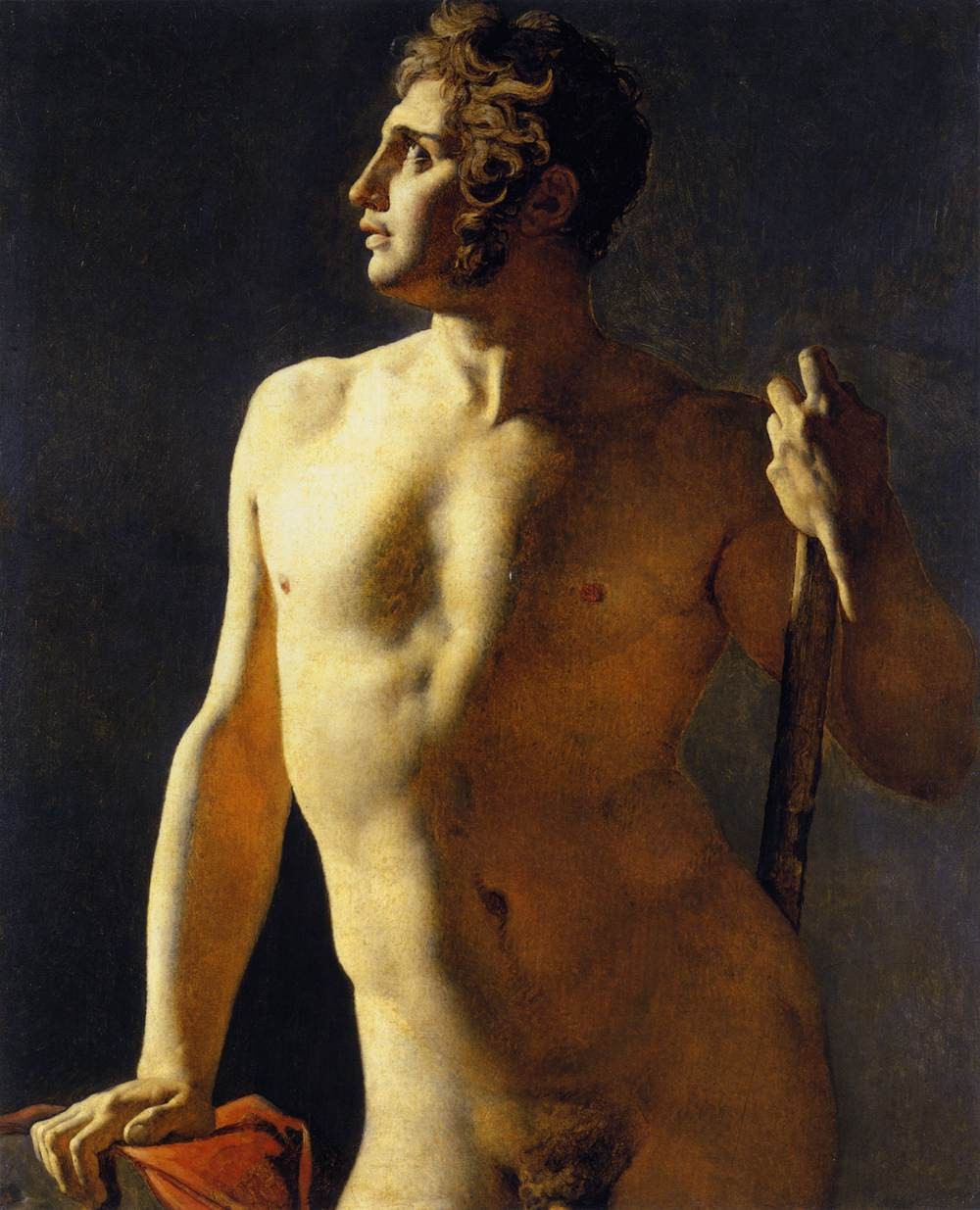
Estudo de nu, 1801

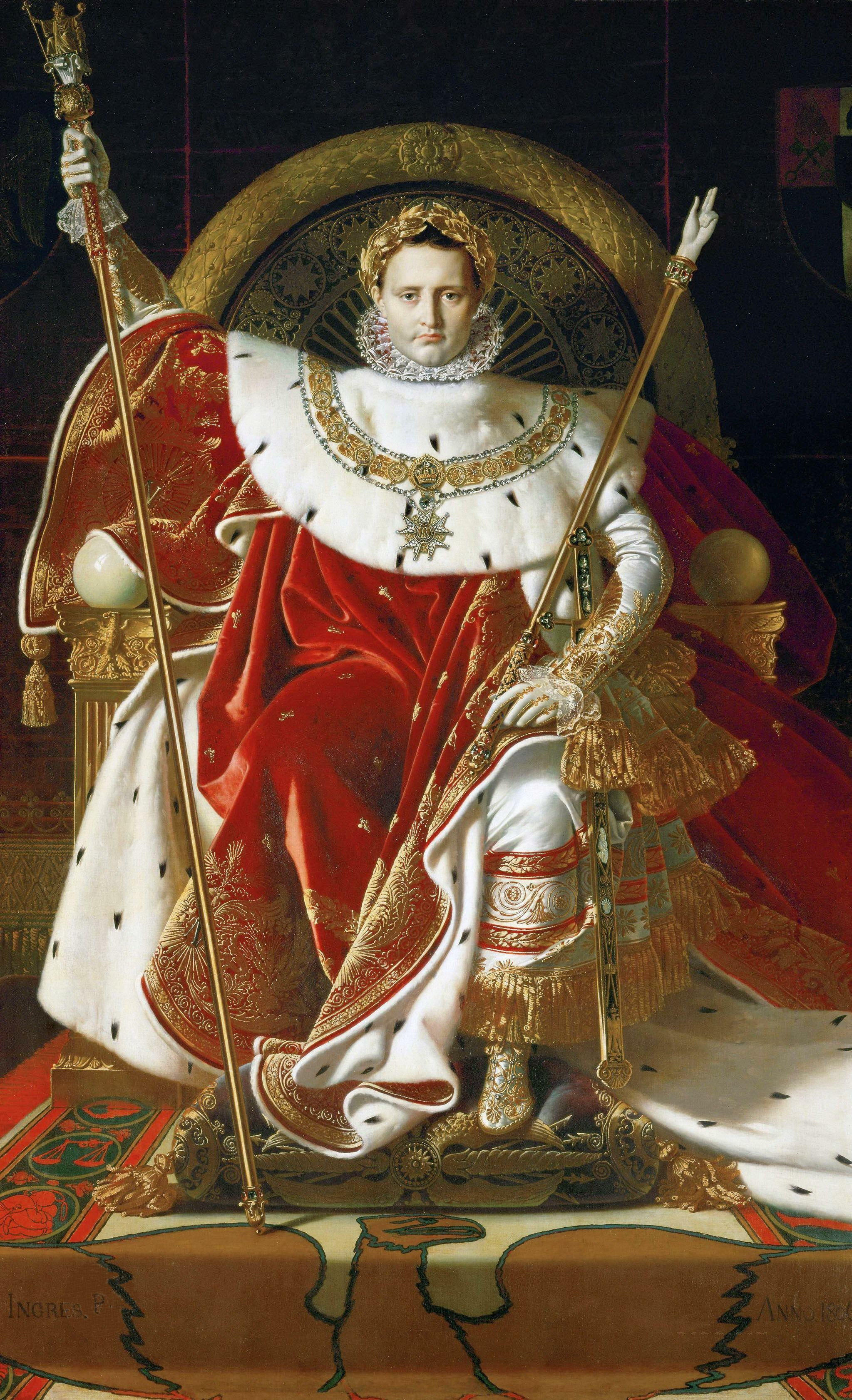
Napoleão entronizado, 1806

Em 1791, viajando com o pai, ingressou na academia de arte de Toulouse, onde foi aluno de Jean-Pierre Vigan, Jean Briant e Joseph Roques, artistas competentes mas de pouco gênio, mas cuja admiração por Rafael foi assimilada pelo jovem. Seu talento musical recebeu a atenção do violinista Lejeune, sendo dos 13 aos 16 anos segundo violinista da Orchestre du Capitole de Toulouse. Por ocasião das comemorações da morte de Luís XVI foi o solista de um concerto para violino de Viotti, recebendo aplausos calorosos. Era um admirador entusiasta de Gluck e por algum tempo hesitou entre a música e a pintura, optando finalmente pela última, mas levaria por toda a vida o gosto pela outra arte e pelo violino.
Obtendo o primeiro prêmio em desenho na academia provincial, viajou para Paris em fins de 1796, sendo aceito por Jacques-Louis David, o mais célebre dos neoclássicos da França revolucionária, permanecendo seu discípulo por quatro anos e seguindo o estilo de seu mestre, que o reconhecera como um de seus alunos mais promissores, embora criticasse sua tendência ao exagero em seus estudos. Admitido no Departamento de Pintura da École des Beaux-Arts em 1799, obteve segundo lugar na disputa pelo Prêmio de Roma logo no ano seguinte, saindo-se vencedor em 1801 com a obra Os embaixadores de Agamemnon na tenda de Aquiles. Porém, sua viagem seria postergada até 1806, quando houve disponibilidade de fundos. A partir dali deixaria a imitação do estilo do mestre e seguiria um caminho próprio. Foi acusado de ingratidão por alguns, mas mesmo consolidando um estilo pessoal, o ensinamento de David permaneceria consigo ao longo de toda a sua carreira. Sessenta anos mais tarde exclamaria, com lágrimas nos olhos: "O grande David e sua grande escola!" Em seus cadernos de notas escreveria também que David estabelecera um cânone sobre os princípios mais puros e severos.
Neste ínterim trabalhou em um estúdio pago pelo Estado junto com outros alunos de David, aprimorando a pureza de seu desenho e encontrando inspiração em Rafael, nos desenhos de vasos etruscos e nas gravuras de John Flaxman. Flaxman, visitando Paris pouco depois de Ingres ter recebido o Prêmio de Roma, disse que a obra que lhe merecera a distinção fora a melhor coisa que vira na capital francesa. Sua estreia no Salão de Paris se deu em 1802 com o Retrato de uma dama, que se perdeu, e no ano seguinte foi-lhe feita a encomenda, junto com outros pintores, incluindo Greuze, de pintar o retrato de Napoleão Bonaparte como Primeiro Cônsul, obras que seriam entregues a diferentes prefeituras conquistadas pela França no Tratado de Lunéville. As circunstâncias não eram favoráveis, Napoleão não tinha paciência de posar, e concedeu-lhes apenas alguns minutos. Mais tarde apareceu por outro breve instante. Este retrato seria logo seguido de um outro, de Napoleão já entronizado.
No verão de 1806 Ingres tornou-se noivo de Marie-Anne-Julie Forestier, pintora e musicista, antes de partir relutante em setembro, enfim, para Roma, perdendo com isso a abertura do Salão daquele ano, onde exporia diversos trabalhos. No Salão suas obras causaram uma impressão perturbadora no público por seu estilo original e pelo uso, no retrato de Napoleão, de uma simbologia inspirada no Império Carolíngio. David foi um crítico implacável, junto com outros, que desdenharam nas peças do pintor ausente — já estava em Roma — a extravagância colorística, a falta de relevo escultural, a fria precisão dos contornos e a atmosfera deliberadamente arcaica. As notícias que amigos lhe mandaram destas críticas causaram profunda indignação no artista: "Eis que o Salão se torna o palco de minha desgraça… Os patifes esperaram até que eu viajasse para assassinarem minha reputação… Jamais me senti tão infeliz!". Jurou jamais expor novamente no Salão, e recusou-se a voltar a Paris, o que foi a causa do rompimento de seu noivado. Mas anos mais tarde quando perguntada por que se mantivera solteira após a ruptura, Mademoiselle Forestier declarou que "quem uma vez teve a honra de ser noiva de M. Ingres não mais deseja casar".

### Temporada em Roma

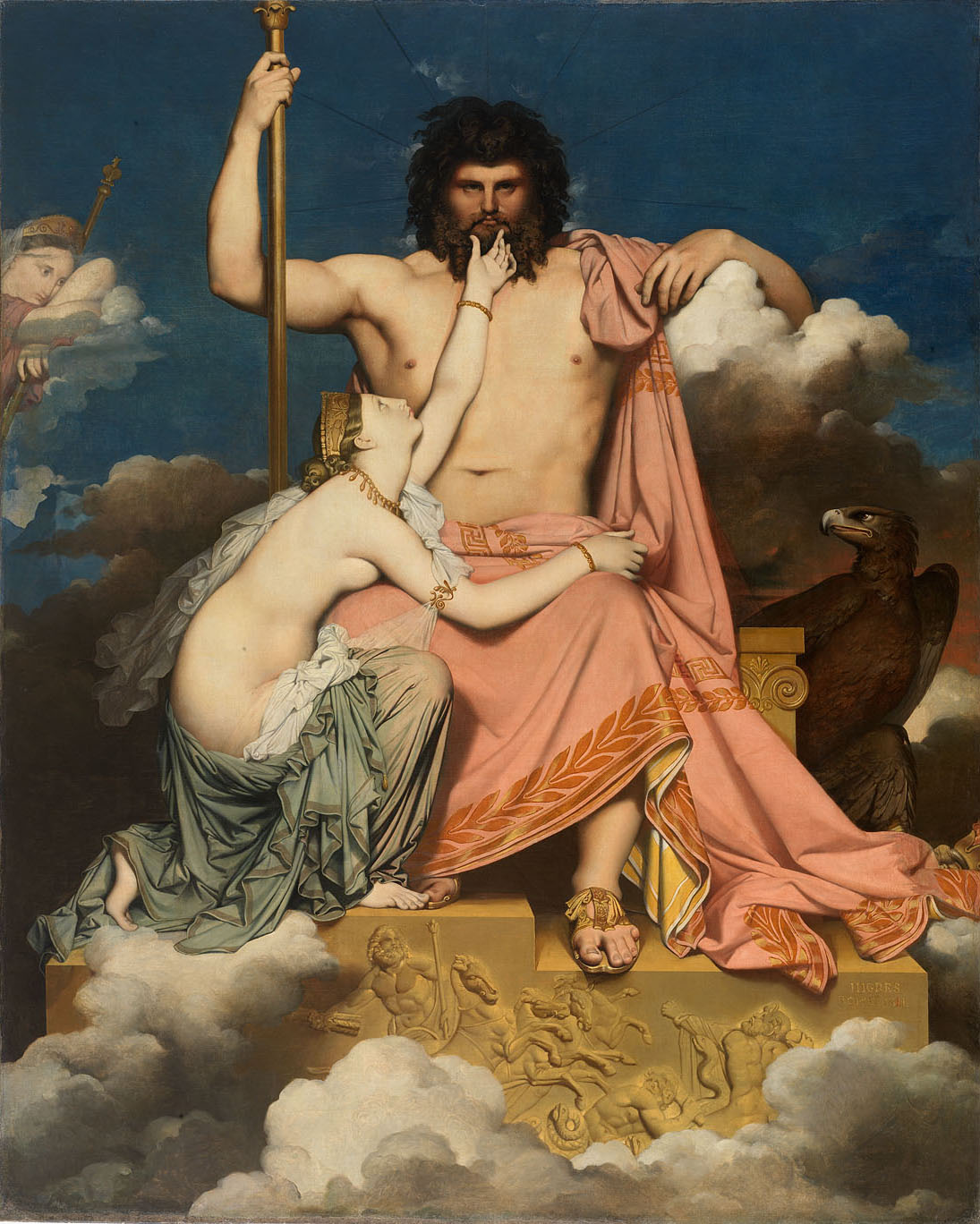
Júpiter e Tétis, 1811

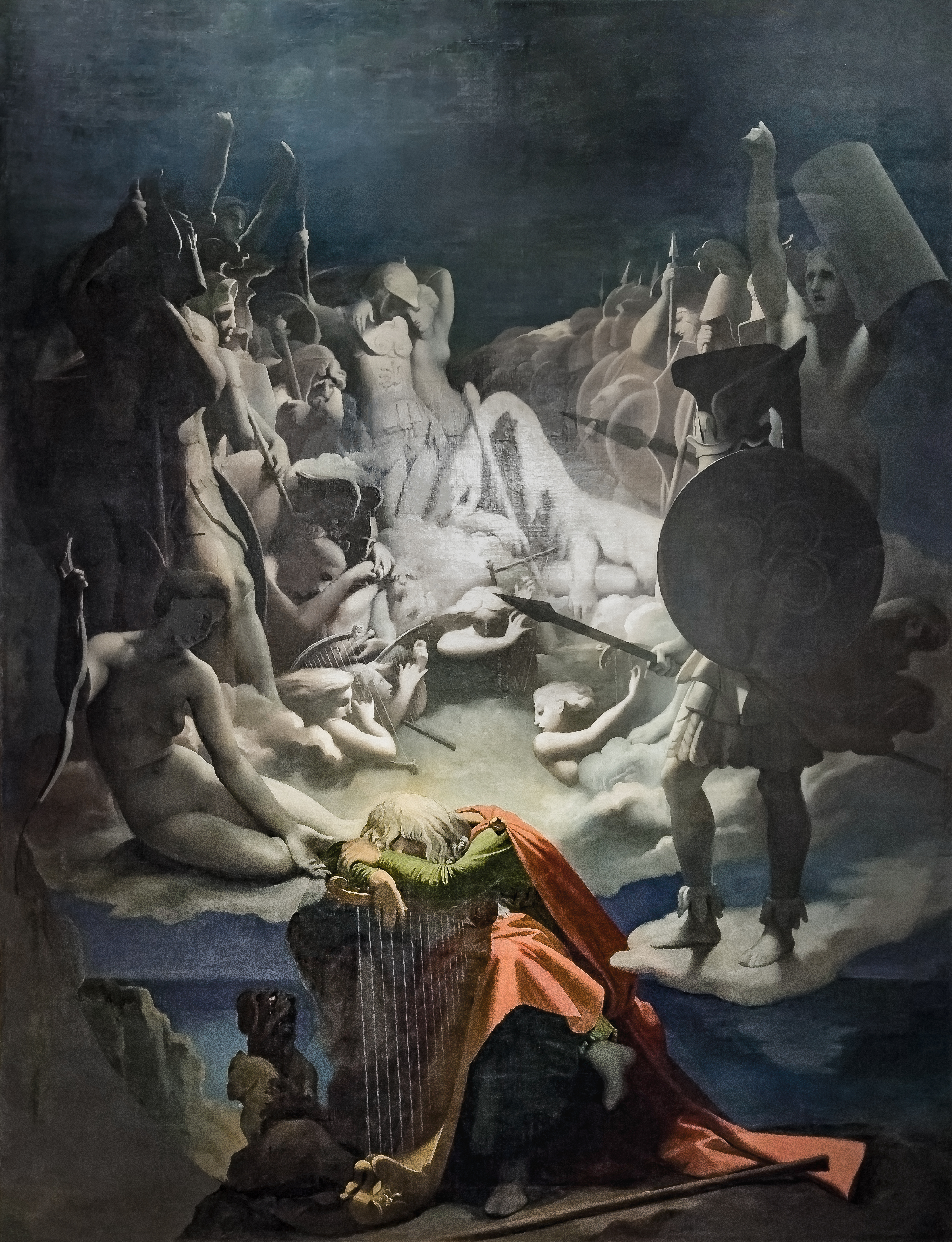
O sonho de Ossian, 1813

Instalado em um atelier na Villa Medici, Ingres continuou seus estudos e, como mandavam os regulamentos de sua bolsa, enviava sua produção a Paris para que seu progresso pudesse ser avaliado. Em 1808 remeteu Édipo e a Esfinge, e a Banhista de Valpinçon, para demonstrar sua maestria sobre o nu masculino e o feminino. A crítica não foi muito favorável, reconheceu alguns méritos nos trabalhos, mas também seu afastamento da escola de David, e aconselhou mais estudo dos clássicos. Produziu nesta fase diversos retratos: Madame Duvauçay, François-Marius Granet, Edme-François-Joseph Bochet, Madame Panckoucke, e Madame la Comtesse de Tournon. Sua pensão expirou em 1810, mas em vez de retornar à França preferiu permanecer na Itália e buscar patrocínio do governo francês de ocupação.
Em 1811 terminou sua última obra como estudante, a monumental composição Júpiter e Tétis. Mas não foi bem recebida na capital francesa. Os juízes da Academia consideraram a obra carente de profundidade e contorno, pobre no colorido e confusa no desenho anatômico da figura de Tétis. Uma cópia de Rafael, parte do mesmo envio, foi desqualificada como insípida. Seus colegas neoclássicos franceses o consideraram um renegado. Somente alguns românticos, a quem sempre aborrecera, entre eles Eugène Delacroix, ousaram reconhecer-lhe as qualidades. Apesar de se encontrar em uma situação incerta, casou em 1813 com Madeleine Chapelle, após uma corte por correspondência e sem tê-la jamais encontrado antes. Afortunadamente seu casamento foi feliz, e Madame Ingres adquiriu uma grande confiança no seu esposo, o que o capacitou suportar com coragem e paciência uma fase difícil. Um nobre inglês tentou contratá-lo por um período de dois anos, mas deveria ficar à sua disposição e pintar o que fosse solicitado. Em meio às privações materiais, Ingres sentiu-se tentado a aceitar a oferta, mas por pressão da esposa, que se orgulhava do talento do marido e desejava preservar-lhe a honra de criador independente, recusou. Outras criações desta época, como Don Pedro de Toledo beijando a espada de Henrique IV, Rafael e a Fornarina, e diversos retratos, encontraram críticos ferozes no Salão de 1814.
Apesar dos agravos generalizados à sua obra, conseguiu algumas importantes encomendas durante este período. O governador de Roma o encarregou de pintar Virgílio lendo a Eneida (1812) para sua mansão particular, e duas pinturas monumentais — A vitória de Rômulo sobre Acron (1812) e O sonho de Ossian (1813) — para Monte Cavallo, numa antiga residência papal que estava sendo reformada para se tornar o palácio de Napoleão em Roma. Estas criações epitomizam o estilo, os temas e a escala em que Ingres decidira construir sua reputação, mesmo que o mercado para obras desta envergadura e em temas históricos fosse bastante restrito até na cidade de Rafael e Michelangelo. A moda de então entre os colecionadores era cenas mitológicas amenas, imagens do cotidiano, paisagens, naturezas-mortas, ou retratos, preferências que perduraram ao longo de todo o século XIX, e para satisfazerem suas mais altas ambições os artistas deviam buscar o patrocínio do Estado ou da Igreja.
Na primavera de 1814 Ingres passou a Nápoles a fim de pintar a rainha Carolina Bonaparte, e a família Murat encomendou mais retratos e outras composições, como A grande odalisca. Nunca recebeu pagamento por elas, e a queda de Napoleão em seguida o deixou de súbito sem patrono. Para sobreviver teve de fazer pequenos retratos em desenho para turistas. Apesar da irritação que isso lhe causava, os desenhos deste período são exemplos primorosos de sua habilidade, e permanecem como suas obras mais admiradas. Também dedicou-se a pequenas pinturas de gênero em estilo medievalista, como Paolo e Francesca, que só contribuíram para aumentar as críticas dos acadêmicos. Em 1817 recebeu sua primeira encomenda oficial em três anos, um Cristo dando as chaves a São Pedro, completado em 1820. A obra foi bem recebida em Roma, mas as autoridades eclesiásticas não permitiram que a enviasse a Paris, para a sua frustração. Na mesma época, outra encomenda, um retrato do Duque de Alva recebendo honras do Papa. Nem o tema nem o sujeito o agradavam, e acabou por abandonar o trabalho. Mesmo com a falta de encomendas lucrativas e a má recepção de suas peças no Salão de 1819 (A grande odalisca, Filipe V e o marechal de Bervick e Rogério libertando Angélica, tachados de "góticos") sua vida andava bem pelo menos no terreno das amizades, aproximando-se de Paganini e tocando violino com ele e outros músicos que compartilhavam sua admiração por Mozart, Haydn, Gluck e Beethoven.

### Florença e o triunfo em Paris

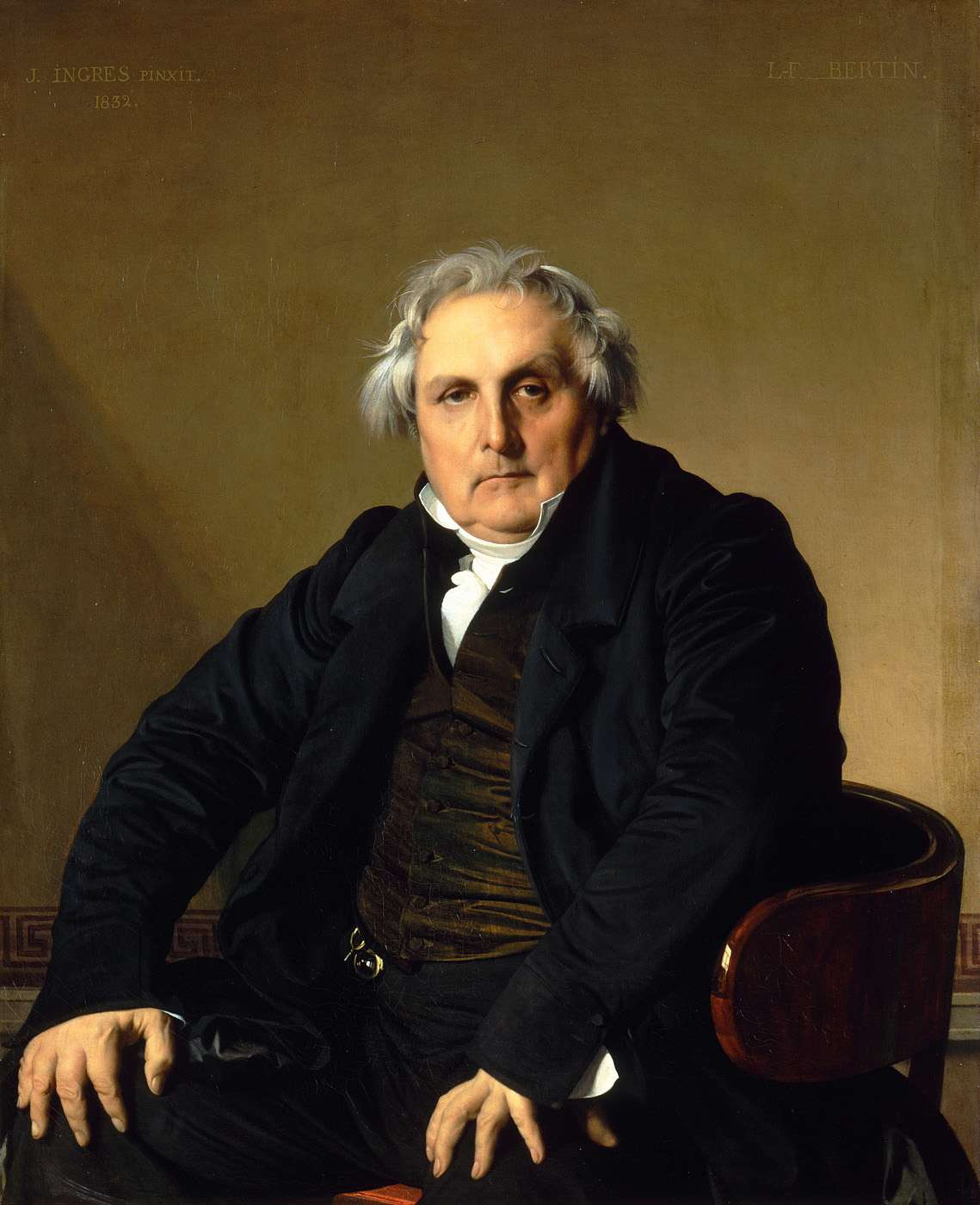
Retrato de Louis-François Bertin, 1832

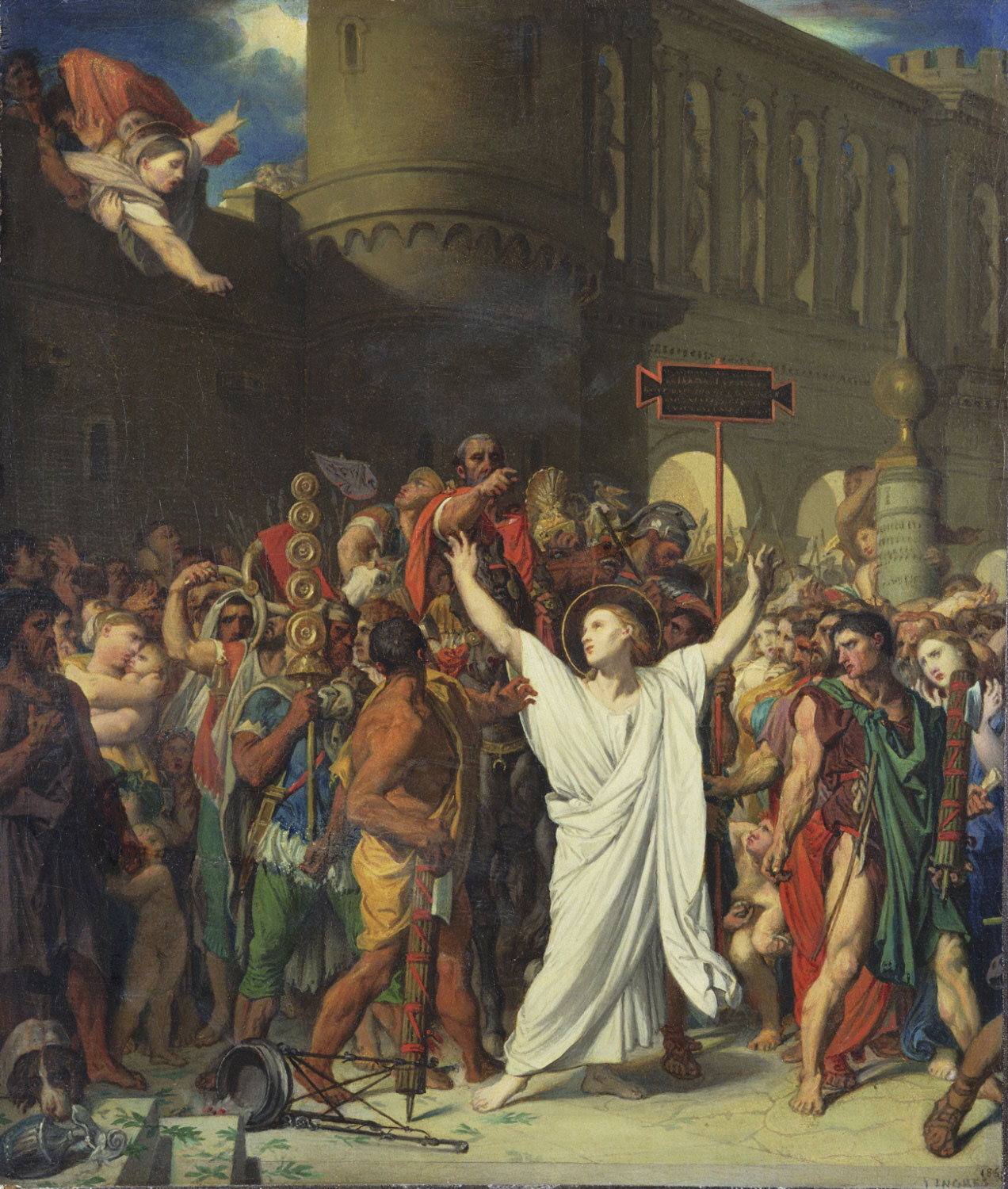
O Martírio de São Sinforiano, 1834

Ingres e sua esposa se mudaram para Florença em 1820 por convite do escultor Lorenzo Bartolini, um antigo amigo de Paris, que esperava que lá o pintor pudesse melhorar suas condições financeiras. Isso não aconteceu, e a sobrevivência do casal novamente dependeu de seus desenhos para turistas. Tampouco a amizade com Bartolini, afamado em toda a Europa e muito requisitado, pôde suportar a disparidade em seu nível social. No ano seguinte um amigo de infância, Monsieur de Pastoret, requisitou-lhe três pinturas, a Entrada de Carlos V em Paris, um retrato e a Virgem do véu azul, mas a realização maior do período foi o Voto de Luís XIII, para a catedral de Montauban, encomenda conseguida com a ajuda de Pastoret e que levou quatro anos para ser terminada, levando-a então para Paris para ser exposta depois da insistência de seu amigo Delécluze. Exibido no Salão de 1824, o Voto rendeu-lhe finalmente o tão almejado sucesso de crítica. Concebida em um estilo rafaelesco e relativamente livre de arcaísmos, pelo que o autor havia sido tão fustigado nos anos anteriores, a composição foi admirada até mesmo pelos mais intransigentes Davidianos, e sua fama correu a França. Em janeiro de 1825, antes do encerramento do Salão, recebeu a Cruz da Legião de Honra e em junho foi eleito para o Instituto de França. Mesmo obras anteriormente criticadas como A grande odalisca passaram a ser bem vistas, com sua divulgação através de estampas, e se tornaram muito populares. Coroando o súbito e enorme sucesso uma encomenda do governo foi o motivo da produção da monumental Apoteose de Homero, cuja recepção foi tão favorável que muitos novos artistas acorreram a ele para serem aceitos como discípulos, fazendo com que ele abrisse seu atelier para dar aulas.
Na década seguinte o estúdio de Ingres se encontrava repleto de estudantes e ele passou a ser visto como um chef d'école, uma autoridade em seu ofício, e como o campeão do classicismo contra a escola romântica. Os retratos que enviou para o Salão nesta fase foram aplaudidos pelo público, em especial o de Louis-François Bertin (1832), por causa do seu poderoso realismo. Mas mesmo aqui foram ouvidas algumas críticas, apontando como falhas o cromatismo limitado e seu naturalismo, considerado vulgar. Mas foram as críticas ao ambicioso Martírio de São Sinforiano, realizado para a catedral de Autun e mostrado no Salão de 1834 que abalaram a sua estabilidade. A obra estava sendo objeto de expectativa desde 1827, e quando foi exposta causou enorme polêmica, que ia do elogio adulatório aos insultos agressivos que o acusavam de usar manipulação política para obter sucesso. Ressentido, considerou-se desobrigado de atender ao gosto do público, pois via a si mesmo como um mestre que já dera provas de seu mérito, declarando seu afastamento dos Salões e fechando sua escola. Mesmo que mais tarde aceitasse encomendas e cargos oficiais, jamais enviou outra tela para os Salões da academia, e a partir de então só exibiria suas obras em seu atelier, salvo uma retrospectiva pública em 1855. Sua influência começou a declinar para as novas gerações, embora ainda continuasse a ser um dos nomes mais comentados pela crítica da França. Neste momento uma oportunidade se ofereceu de voltar a Roma, e foi alegremente aceita pelo artista, tornando-se o novo diretor da extensão da academia de Paris naquela cidade com a vacância de Horace Vernet. Lá, mesmo que os deveres administrativos lhe roubassem tempo para a pintura, pôde executar um Antíoco e Estratônica e um retrato de Luigi Cherubini, além de mais outras peças.
Retornando à capital francesa em 1841, levou consigo o Antíoco, que exibido privadamente causou uma impressão tão favorável que todas as honras que ele imaginava serem devidas lhe foram prestadas. Foi recebido por numerosos admiradores, recebeu a homenagem de um banquete e foi convidado pelo rei para uma audiência, embora o grande público ainda se mostrasse reticente. O retrato do Duque de Orleães que realizou em seguida foi copiado diversas vezes, por força do impacto sobre a nação que sua morte por atropelamento causou. Os grandes painéis que foram encomendados para o Château de Dampierre, iniciados em 1843 com grande entusiasmo, foram contudo deixados inacabados, uma vez que o falecimento da esposa em 1849 deixou o artista em estado de grande abatimento. Depois disso produziu trabalhos em pequena escala, fez uma doação de obras à sua cidade natal, a origem do atual Museu Ingres, e em outubro de 1851 renunciou ao cargo de professor na École des Beaux-Arts.

### Anos finais

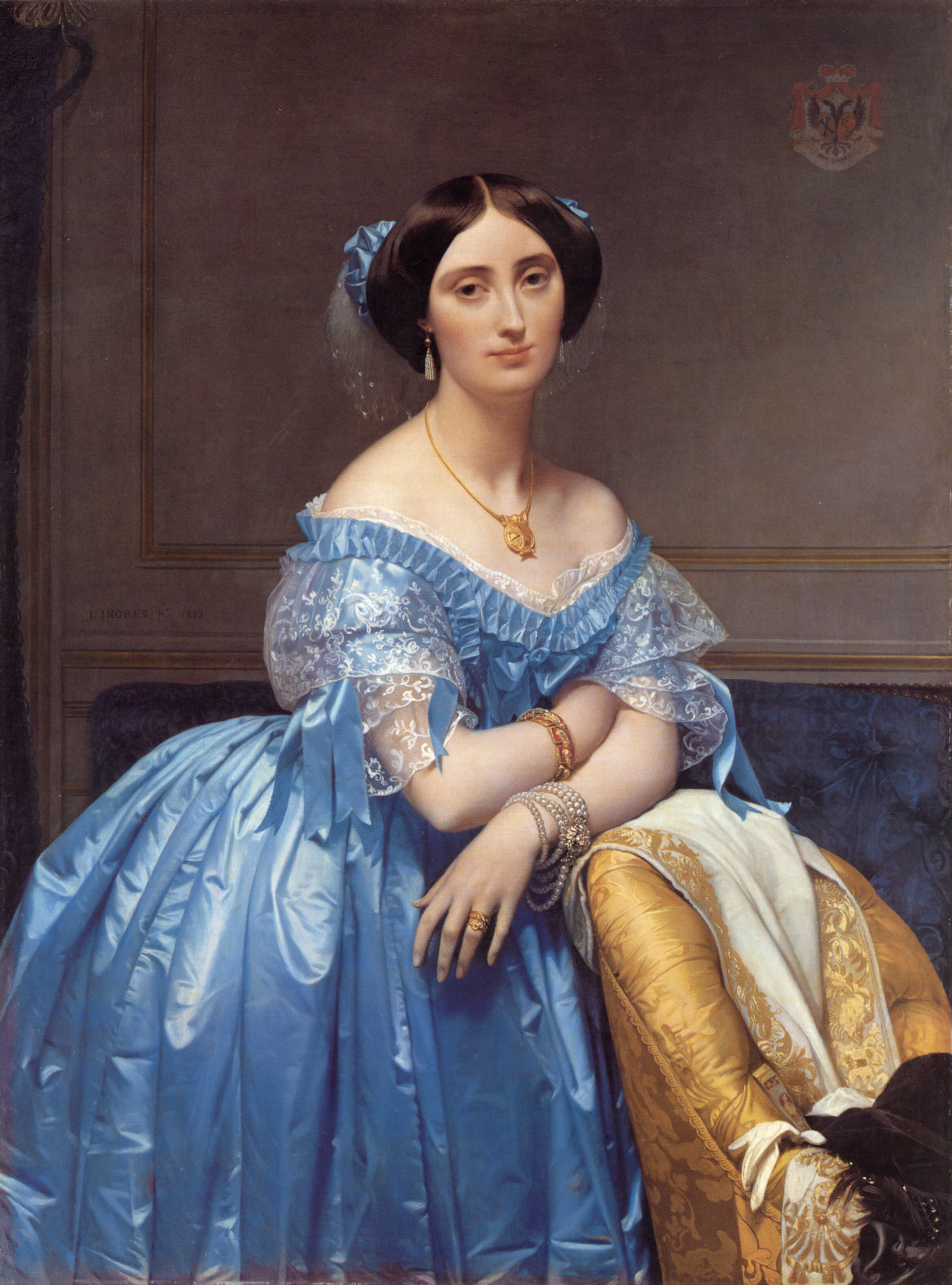
Retrato da Princesa de Broglie, 1853

Em 1852, já com setenta e um anos de idade, Ingres casou novamente. A escolhida foi Delphine Ramel, muito mais jovem que ele, e parente de seu amigo Marcotte d'Argenteuil. O segundo casamento foi tão bem-sucedido quanto o primeiro, e lhe deu forças para produzir na década seguinte mais uma série de grandes trabalhos. Dentre os mais notáveis estão a Apoteose de Napoleão (1853) para o Hôtel de Ville em Paris, infelizmente devorado pelo fogo em 1871; o Retrato da Princesa de Broglie (1853) e Joana d'Arc (1854), este com o auxílio provável de assistentes. Em 1855 consentiu em ter uma sala especial para uma retrospectiva de suas obras na Exposição Internacional, onde ficou claro para todos que ele dava seu melhor nos retratos, apesar de o artista sempre lamentar o tempo perdido neste gênero, quando preferiria poder se dedicar mais à pintura histórica. Seu Retrato de Louis-François Bertin de imediato tornou-se um símbolo da burguesia em ascensão.
Nesta ocasião foi condecorado como Grande Oficial da Legião de Honra. Novamente confiante, Ingres pôde terminar uma de suas obras mais charmosas, A fonte, retomando uma tela de nu que havia iniciado muitos anos antes. A admiração por suas obras foi renovada e recebeu o título de senador do império. Depois de A fonte Ingres voltou sua atenção para pinturas históricas, como as duas versões de Luís XIV e Molière (1857, 1860), bem como para obras religiosas, muitas retratando a Virgem Maria, retomando o modelo da Virgem de composições mais antigas. Os retratos deste período estão entre suas melhores composições no gênero: Marie-Clothilde-Inés de Foucauld, Madame Moitessier, Sentada (1856), Auto-retrato com 79 anos e Madame J.-A.-D. Ingres, née Delphine Ramel, ambos de 1859. O conhecido Banho turco também data desta época.
Ingres faleceu de pneumonia com a idade de 86 anos, tendo permanecido ativo e lúcido até o final. Poucos dias antes de falecer ainda foi ao teatro assistir a uma ópera de Gluck, com tanto entusiasmo pelo compositor quanto demonstrara em sua juventude, e oferecera uma festa musical em sua casa. Foi enterrado no cemitério Père Lachaise, em Paris. O seu espólio, incluindo o conteúdo de seu atelier com grande número de pinturas e desenhos, mais seu violino, foram doados ao museu da cidade de Montauban, rebatizado como Museu Ingres. Sua morte foi lamentada como o desaparecimento do maior pintor de sua geração 

## Apreciações

### Ingres professor
Ingres era considerado um grande professor, e era muito admirado por seus alunos, dos quais os mais conhecidos foram Théodore Chassériau e Jean-Hippolyte Flandrin. Foi um artista de convicções fortes, mas não foi um teórico, não deixou escritos salvo algumas cartas e umas poucas notas manuscritas. Seus discípulos compilaram algum material adicional em várias frases e conceitos ouvidos em suas aulas, que são ilustrativos de sua filosofia e método de trabalho, embora não fundamentais para o conhecimento de sua arte:
"Tende fé em vossa arte. Jamais penseis que produzireis qualquer coisa boa sem terdes aspirações em vossa alma. Para dar forma à beleza precisais saber o que é o sublime. Não olheis nem para vossa esquerda nem para vossa direita, e menos ainda para baixo. Amai tudo o que é verdadeiro, pois tudo o que é verdadeiro é também belo"'.
"Desenhar não é somente reproduzir um contorno. A expressão, a forma interna, o plano, o modelo — tudo deve ser sentido, se haveis de "desenhar". Se eu fosse colocar uma placa sobre minha porta, seria "Escola de Desenho", e estou seguro que com isso certamente devo fazer pintores também".
"Pensais que vos mando ao Louvre com outro objetivo senão o de encontrardes a mais alta natureza? Se assim fosse eu faria aquilo que tem trazido a decadência à arte. Eu vos mando para os antigos porque os antigos vos mostrarão a natureza, pois os antigos são a natureza … Pensais que quando vos mando copiá-los quero vos tornar imitadores apenas? Não, quero que desenheis a partir da raiz da árvore".
A sua influência sobre as gerações posteriores foi considerável, se estendendo até os modernos. O conservador do Museu Ingres, Pierre Barousse, disse que o caso de Ingres é por certo intrigante quando percebemos a variedade de artistas que se consideram seus devedores, desde Cabanel ou Bouguereau no século XIX até os mais revolucionários do século XX, como Picasso, Matisse e mesmo os cubistas e surrealistas. Barnett Newman o considerava o pai do expressionismo abstrato, e Willem de Kooning disse que nenhum de sua geração poderia ter existido sem ele.

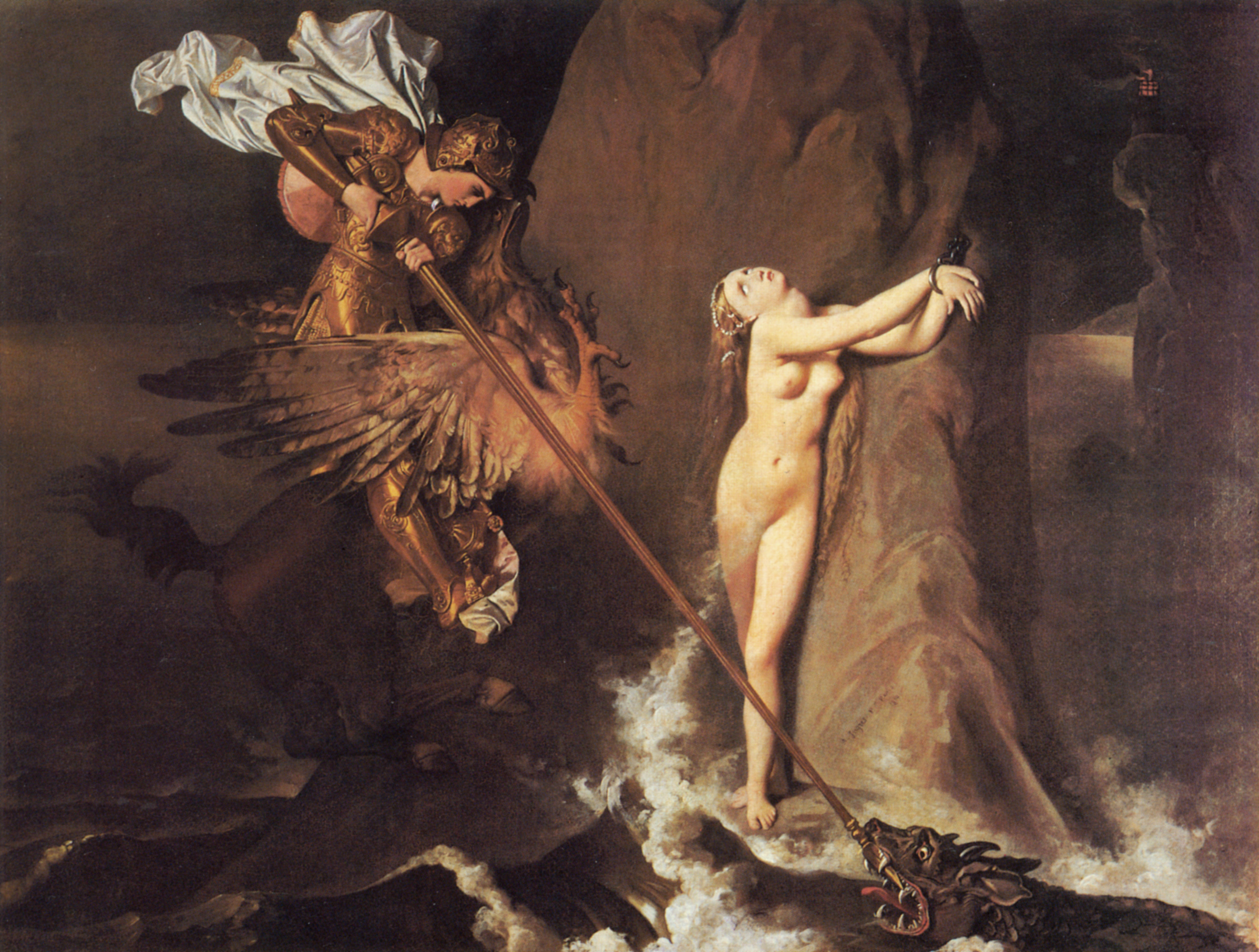
Rogério libertando Angélica, 1819

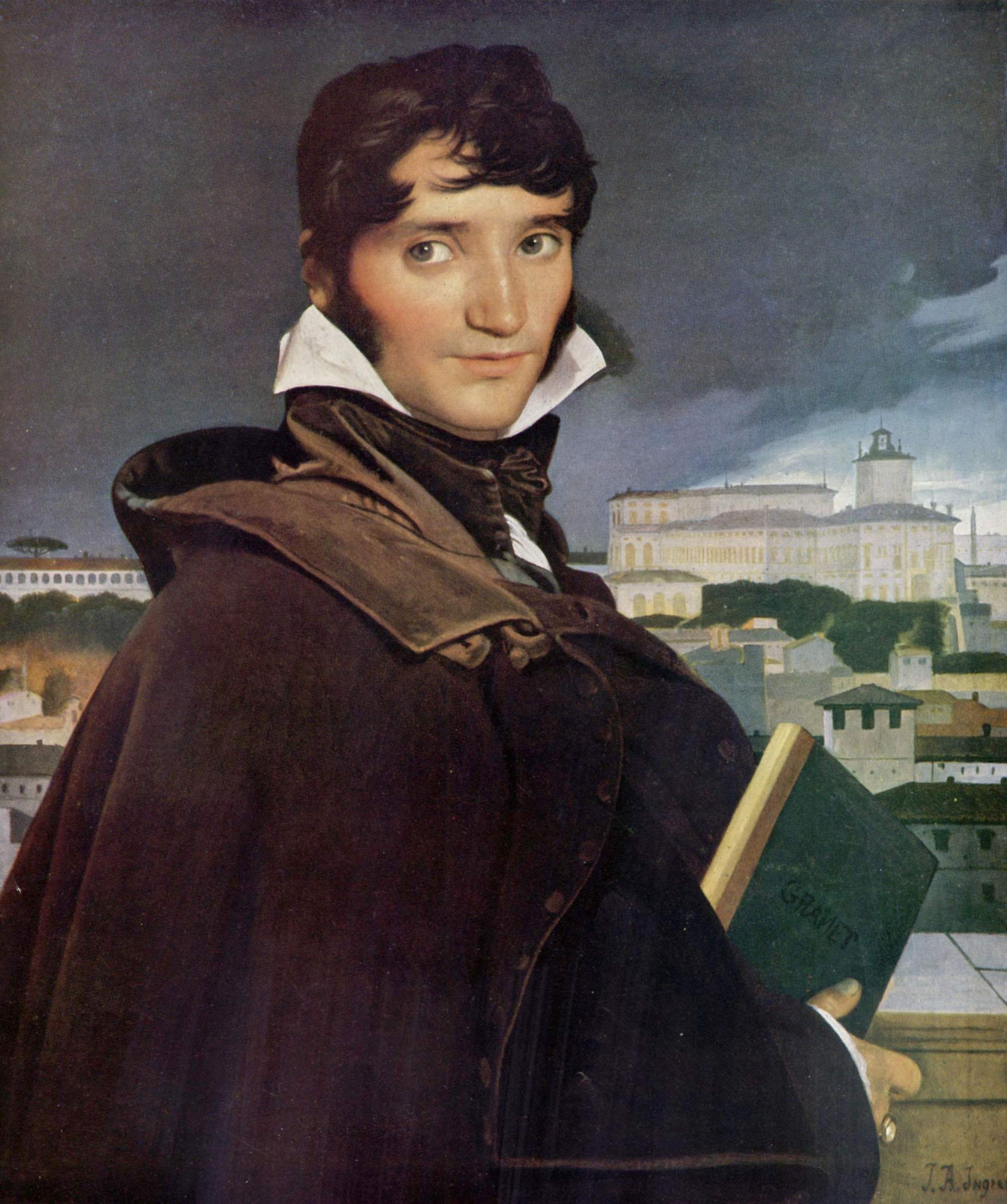
Retrato Granet, 1807

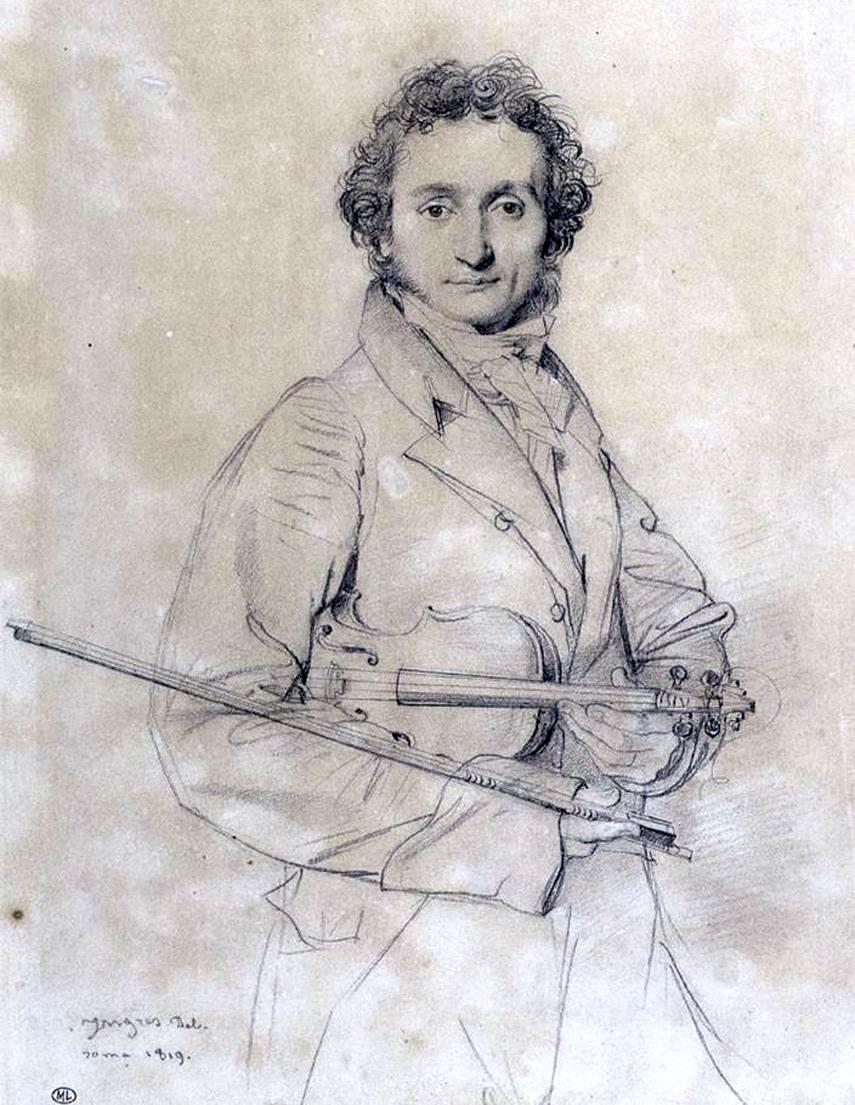
Retrato de Paganini, 1819

### Técnica e estilo
Formalmente Ingres consolidou um estilo muito cedo, que pouco mudou ao longo de sua carreira, mas dentro dessa unidade há muita diversidade, numa síntese extraordinariamente eclética para um artista que é comumente classificado entre os neoclássicos, incorporando, segundo Rosenblum, "o intenso realismo descritivo dos primitivos flamengos, a elegante pureza linear das pinturas de vasos gregos, as grandiosas simetrias de Rafael, ou as sofisticadas ambiguidades dos maneiristas", o que não traria dificuldades ao estudo se tais tendências se sucedessem linearmente, mas o que ocorre é sua justaposição, aparecendo e desaparecendo e voltando a surgir e se dissolver sem qualquer lógica aparente. Para Coli, além do paradoxo da unidade e da multiplicidade, em Ingres ocorre outro, o da dúvida associada à certeza. Suas verdades são a primazia do desenho, o belo ideal, a pincelada invisível, a natureza corrigida pela arte, a disciplina metódica, cristalizados em uma pintura de acabamento impecável. Mas ele foi um dos mais torturados artistas de seu tempo, trabalhando com lentidão, enfrentando sucessivos bloqueios e crises criativas, inseguro de poder alcançar os objetivos, fazendo várias versões de um mesmo tema e retornando muitas vezes a pinturas antigas para retrabalhá-las, mesmo depois de dadas como prontas e envernizadas, evidenciando um caráter perfeccionista e obsessivo com a correção absoluta do seu produto. Não obstante seu esforço ingente, o resultado final muitas vezes não é unificado, mas sim um mosaico de partes trabalhadas independentemente com fraco relacionamento entre si, cujo sucesso final depende mais do virtuosismo do detalhe e da beleza da linha do que de uma concepção poderosa de conjunto.
Ingres não usou as dramáticas gradações de cor e luz em largas áreas típicas do romantismo, dependendo antes de um tratamento local da cor, modulada por meios-tons suaves, renunciando assim a recursos técnicos que poderiam lhe dar meios de obter uma sensação de unidade mais eficiente em composições em grande escala, agitadas e com grupos numerosos, como em O martírio de São Sinforiano e no Voto de Luís XIII, cuja debilidade neste aspecto é criticada pelos modernos. Das suas pinturas históricas e mitológicas as mais bem sucedidas são as que têm poucos personagens, como o Édipo, onde sua caracterização e descrição se tornam mais manejáveis com a técnica que preferia empregar. Tampouco nos momentos em que era necessário representar o drama e o movimento impetuoso teve um êxito completo, como se percebe em Rogério libertando Angélica — a figura feminina é perfeita em sua languidez imóvel e desamparada, mas a face do herói não é totalmente adequada ao embate mortal que se trava, ele parece congelado, sem expressar de modo convincente a violência do momento.
Seus retratos em desenho, dos quais sobrevivem cerca de 450, são justamente colocados entre suas melhores peças. Muitos deles foram produzidos em sua passagem pela Itália, no tempo das dificuldades econômicas, mas cultivou o gênero por toda a vida, conseguindo resultados que são perfeitos em seu detalhamento, em sua enorme segurança no traçado das linhas, na semelhança física conseguida e na vivacidade de expressão que sucedia em fixar e transmitir, sendo imediatamente reconhecidos como originais, atuais e impecáveis. Se suas pinturas eram muitas vezes infamadas como arcaizantes, "góticas", seus desenhos nunca conheceram semelhante rejeição. Para sua realização ele despendia usualmente cerca de quatro horas, divididas em turnos, e dizia que conseguia melhor captar a essência do modelo quando almoçava com ele, quando a formalidade da sessão de pose se dissolvia e as expressões naturais afloravam. Raramente fazia retoques no dia seguinte. Os materiais eram um lápis de grafite duro e um papel liso e macio, sem fibras aparentes. Seus desenhos preparatórios para as pinturas recebiam um outro tratamento.

### Ingres e a crítica
A carreira de Ingres foi pontilhada de combates, que resultaram em momentos de grande sucesso e outros de grande fracasso junto à crítica de arte. Era considerado uma personalidade hipersensível que não conseguia lidar com a oposição da crítica, mesmo quando ao mesmo tempo encontrava apoio. Esse traço se manifestaria notoriamente em seus longos anos passados em exílio voluntário na Itália, e culminaria em 1834 no seu afastamento da cena oficial, depois do tumulto causado pela exposição do seu Martírio de São Sinforiano no Salão. Shelton em seu estudo Ingres and his critics  (2005) analisou mais de 60 textos de época sobre o evento, e em cerca de metade encontrou visões negativas, mas em metade constatou aprovação, contradizendo uma tradição que se formou e que sugeria que a rejeição da obra fora completa, e por isso sua retirada teria sido mais compreensível e natural. O autor, entretanto, pensa que isso teve motivos mais amplos, e refletiria um desencanto do artista com o sistema de arte que vinha prevalecendo, com a política, com o clima de inquietação social e com a humanidade em geral. Shelton também questionou a tradição que diz que naquele impasse parte do apoio teria vindo dos românticos, a quem sempre se opôs, o que pode ter sido verdadeiro mas cuja comprovação histórica não pôde ser feita, não sobrevivendo nenhum registro textual sobre essa "virada" na sua recepção pelo público.

O banho turco, 1862

Na década de 1840, quando já passara a expor só em privado, começou a se formar uma espécie de lenda em torno do artista, alimentada por seus admiradores, que exaltava seu caráter pessoal contra o panorama das dificuldades que encontrara junto aos críticos, encorajando uma opinião de que sua vida e sua obra faziam parte de um todo integrado e autoexplicativo. A partir do que se viu como uma nobreza heróica em sua postura se esperava encontrar o mesmo em suas criações plásticas. Essa visão estimulou uma renovação no interesse pelo artista, e nesta época apareceram as primeiras tentativas de situá-lo e definir seu papel na corrente da história da pintura do século XIX, mas as constantes polêmicas que o envolviam, ora vendo-o como um notável chefe de escola e artista sublime, ora como um déspota egocêntrico e oportunista, e ora como um artista "maldito", não tornaram fácil a tarefa. Os primeiros ensaios biográficos que surgiram na imprensa parisiense oscilavam entre a sua consideração como o maior pintor de sua época e a negação inflamada de sua importância, tida como superestimada, ou ridicularizando seu status sacrossanto de gênio incompreendido. Para Théophile Gautier e Charles Baudelaire ele era uma personalidade artística ambígua e perturbadora. Baudelaire dizia que apesar de ele lutar por uma arte onde primasse a lógica, suas obras eram o produto de uma natureza profundamente sensual.
Henri Delaborde, escrevendo em 1870, o considerava uma encarnação de uma unidade absoluta e transcendental entre teoria e prática da arte. Quando Henri Lapauze organizou e publicou seus cadernos de notas e outros escritos, analisando o artista contra o pano de fundo do academismo francês, interpretou sua produção como sendo a fonte da modernidade francesa, opinião compartilhada com Edgar Degas, um grande colecionador de suas pinturas. No início do século XX, em plena efervescência do primeiro modernismo, foi montada em Paris uma retrospectiva de Ingres, com destaque para O banho turco, que atraiu considerável atenção da crítica e do público. A exposição teve o efeito de consagrá-lo como um dos precursores do Modernismo, mesmo que a recuperação de seu trabalho tinha sido apenas parcial e seletiva, lendo obras como o Antíoco e Joana d'Arc como irremediavelmente ultrapassadas, mas apreciando aspectos gerais como sua linha magistral, sua habilidade no retrato, a originalidade da sua construção anatômica, sua ênfase na beleza e a sensualidade de suas mulheres. Suas obras exerceram influência sobre o trabalho de Matisse, Picasso e Derain, entre outros mestres modernos. Mas a recepção não foi unânime, e André Gide foi um dos que deram voz ao grupo que considerava sua ressurreição como modelo da nova escola de pintura francesa um anacronismo e um absurdo, e enquanto louvava sua habilidade no desenho, o recordava como um dogmático reacionário.
Mais recentemente a crítica tem continuado a tentar compreender a natureza paradoxal de sua arte e as discrepâncias entre seu discurso e sua prática, e têm reiterado seu papel influente para a pintura moderna. Robert Rosenblum o considerava um dos precursores da linguagem visual do século XX. Para René Longa ele era um mistério, um classicista que resistia à disciplina da doutrina e oferecia exemplos de rebeldia ditados unicamente pela inspiração, relegando a um lugar secundário o absolutismo da estética. Uma conferência realizada em 2000 sob os auspícios da College Art Association em Nova Iorque fez um apelo por novos estudos que enfocassem as antinomias de seu estilo, desencadeando forte resposta dos pesquisadores, levando a uma renovação no modo de entender sua contribuição para a história da pintura. Adrian Rifkin, Susan Siegfried, Andrew Shelton e Jorge Coli, seguindo uma tendência que se tornou mais ou menos consensual, vêem em sua obra uma síntese capaz de englobar uma grande diversidade interna, onde o classicismo fica sujeito aos caprichos do temperamento e a veneração pelos mestres do passado não leva à pura imitação, sem sucumbir aos apelos da moda, do lucro ou dos ditames das instituições artísticas oficiais, aspectos surpreendentes que forçam uma revisão do pensamento tradicional sobre as relações entre sua arte e seu contexto e abalam o conceito que historicamente se formou sobre ele ser um baluarte do Neoclassicismo. Apesar de ser inegavelmente um fruto do neoclassicismo e ver a si mesmo como um perpetuador dessa corrente, e não um inovador, seus desvios do cânone clássico foram repetidamente apontados pelos seus contemporâneos, e o ecletismo, liberdade e ambiguidades de seu estilo, sua constante busca de independência e seu inconformismo o tornam também um integrante típico da escola romântica de pintura.

## Outras obras

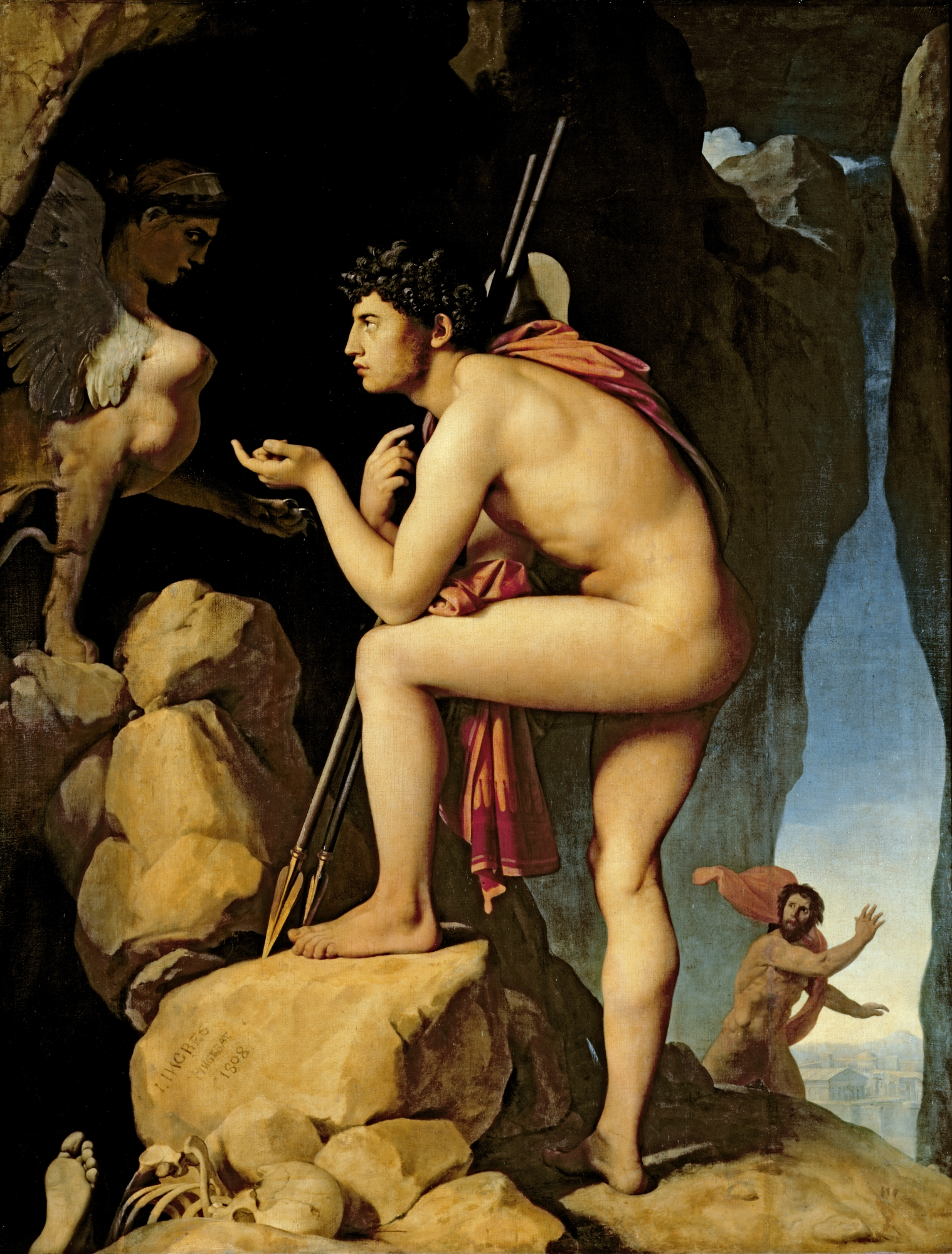
Édipo e a Esfinge, 1808
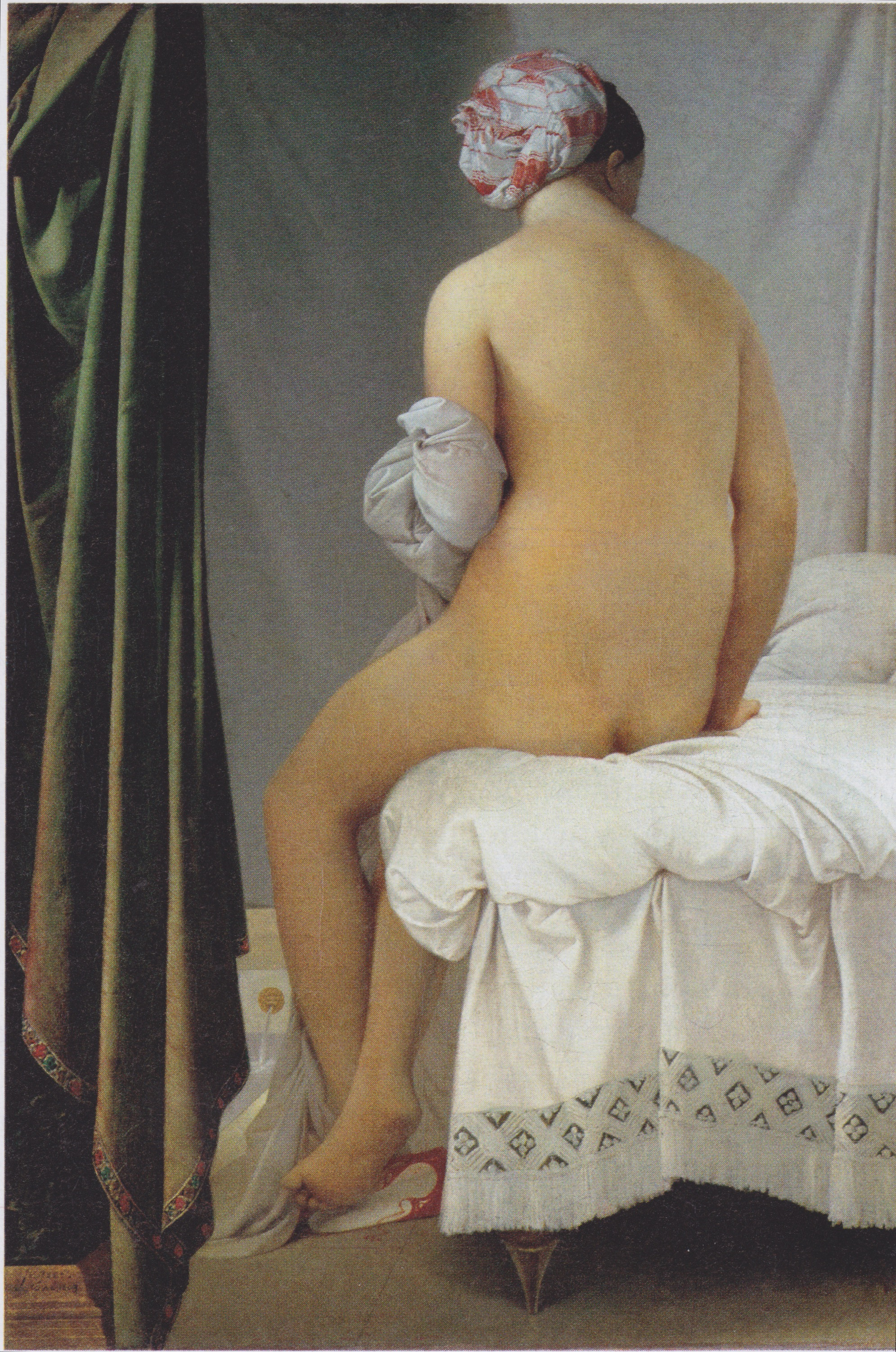
A Banhista de Valpinçon, 1808
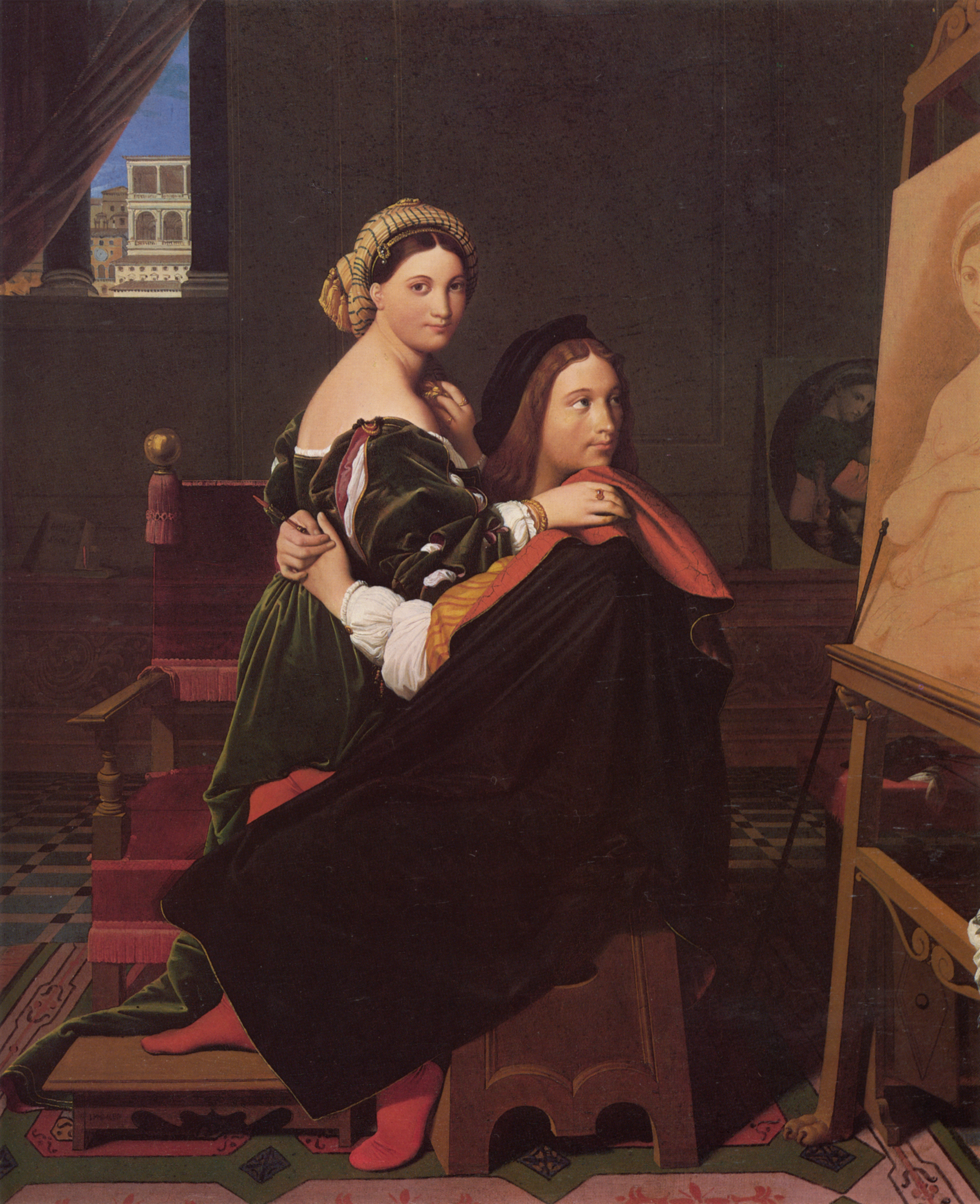
Rafael e a Fornarina, 1814
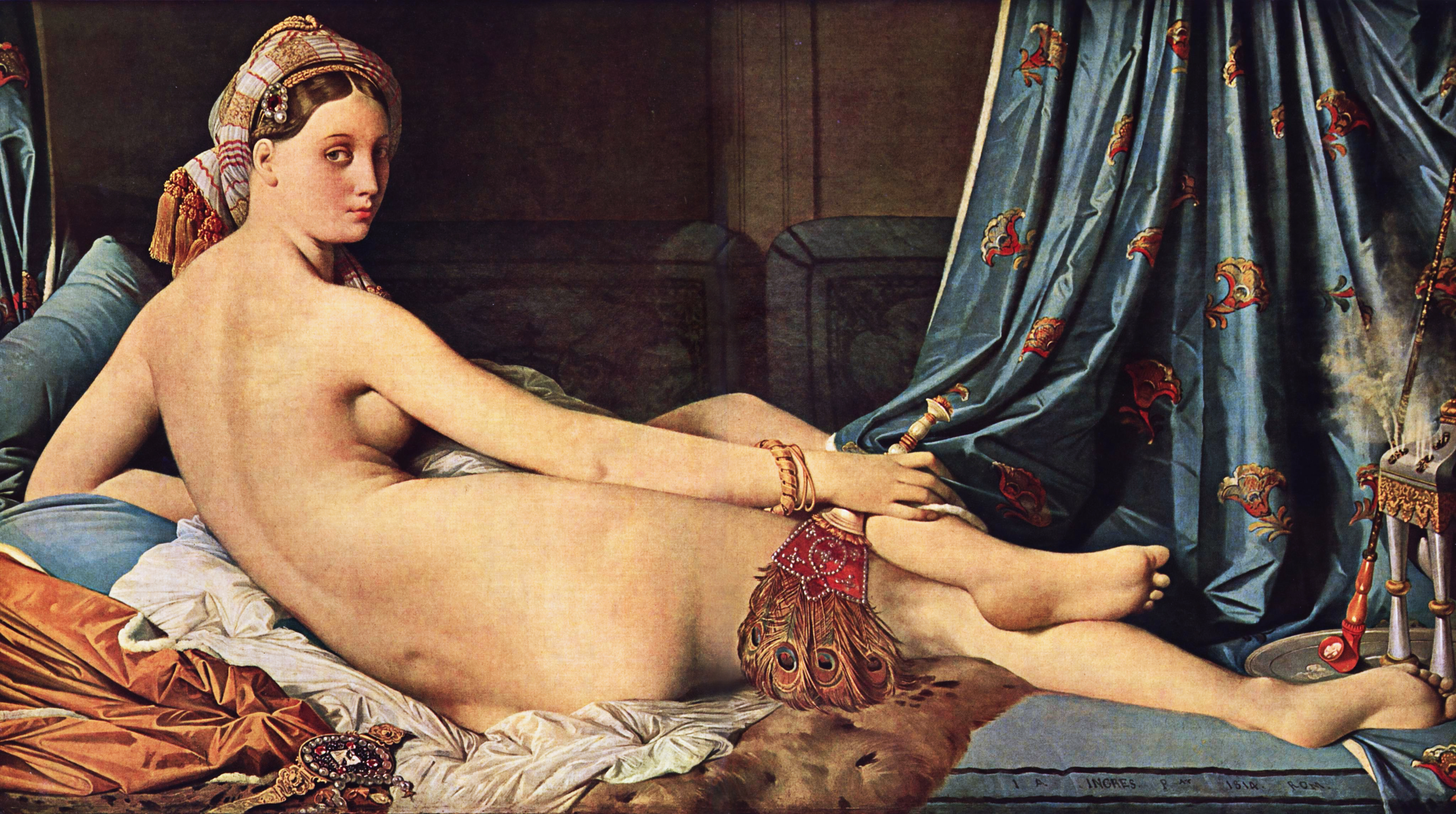
A grande odalisca, 1814

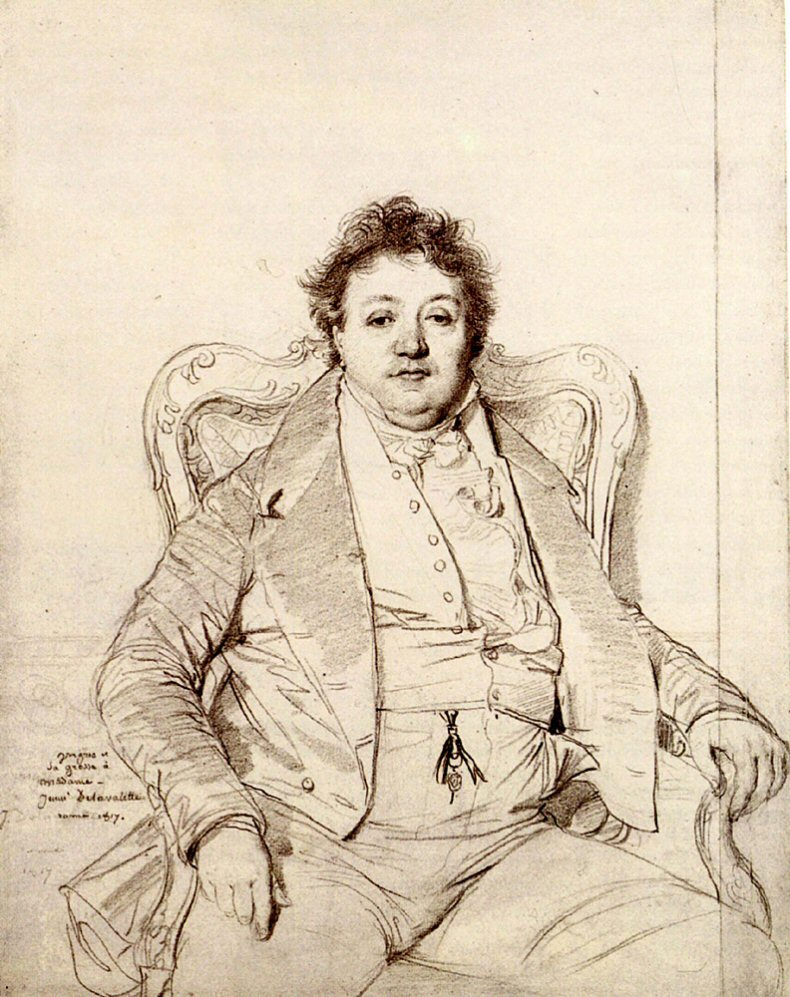
Retrato de Charles Thévenin, 1817
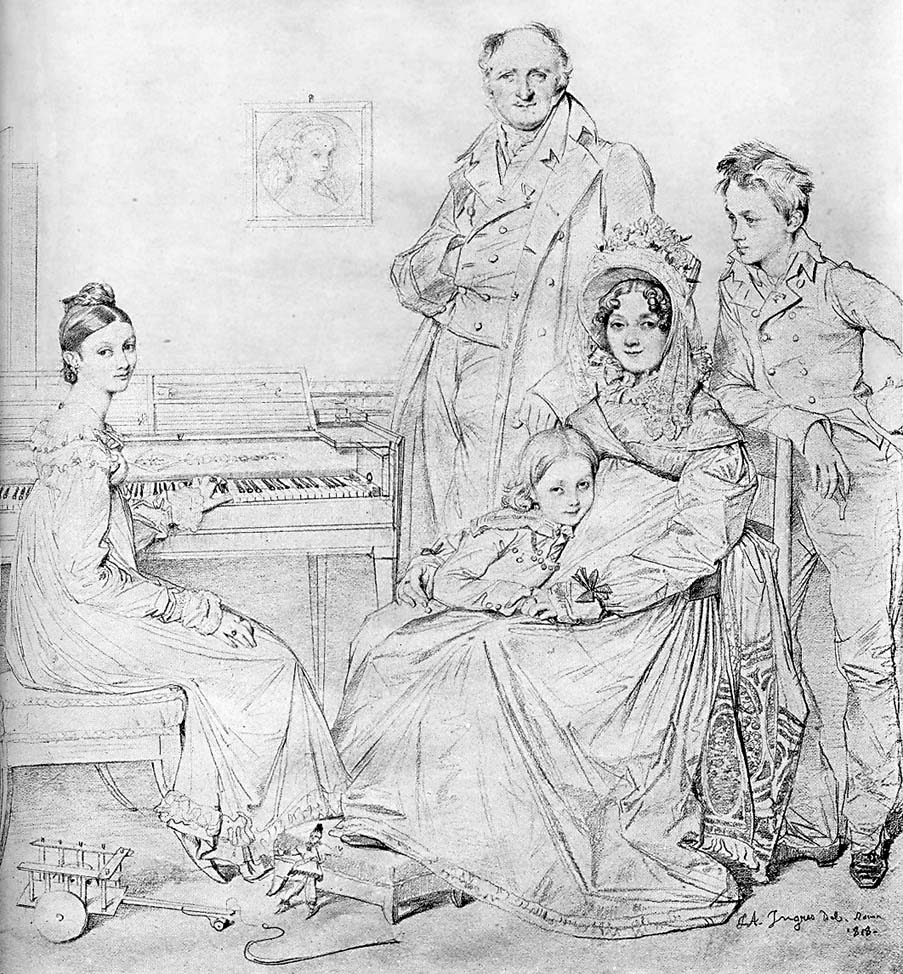
A família Stamaty, 1818
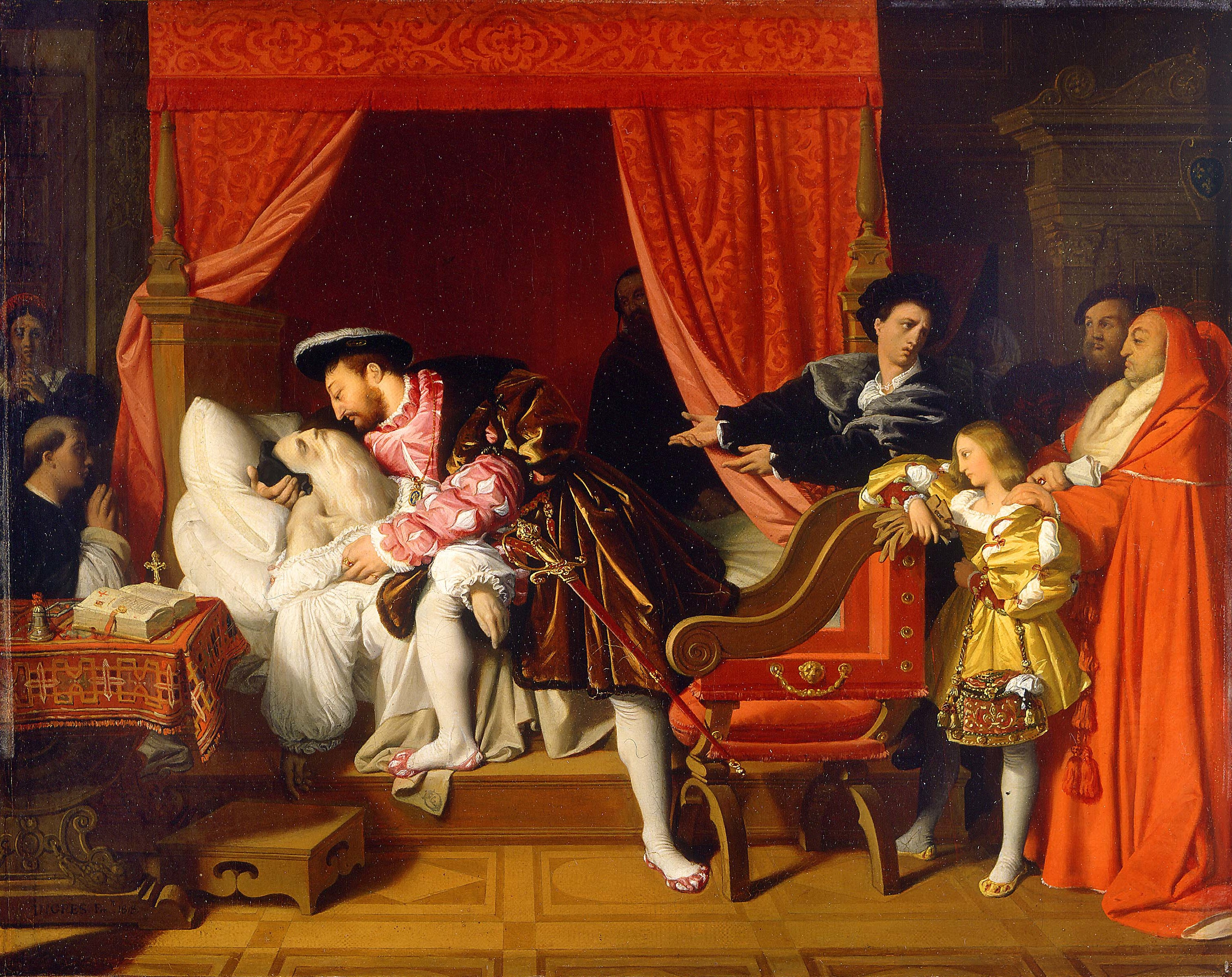
A morte de Leonardo da Vinci, 1818
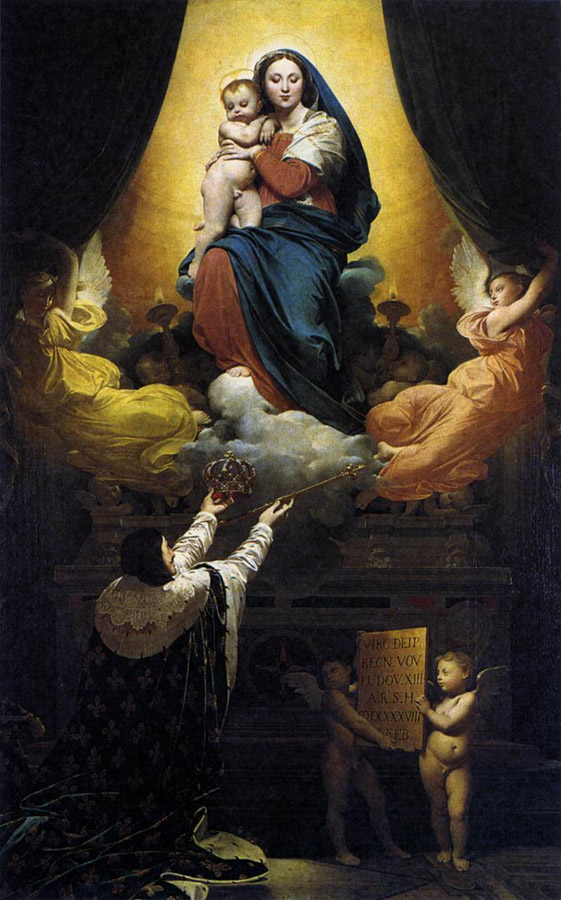
O voto de Luís XIII, 1824

A apoteose de Homero, 1827
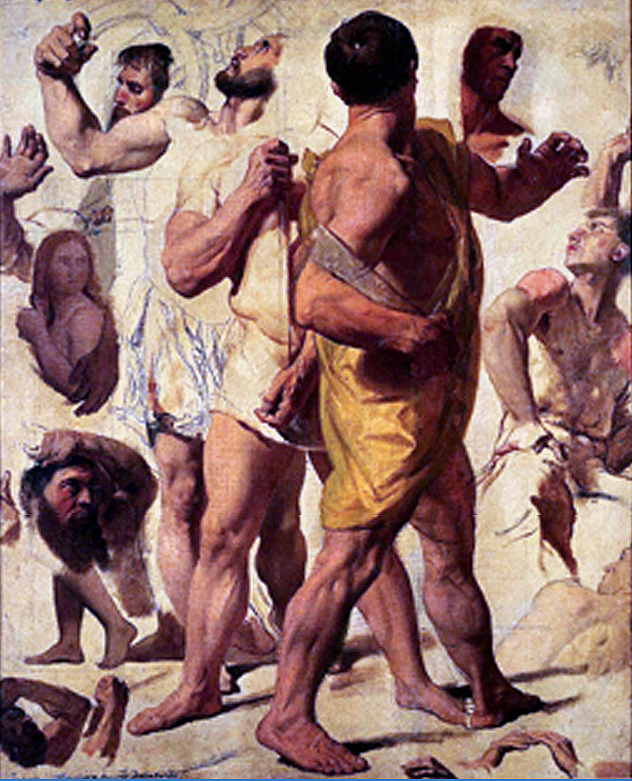
Estudos para O martírio de São Sinforiano, c. 1834
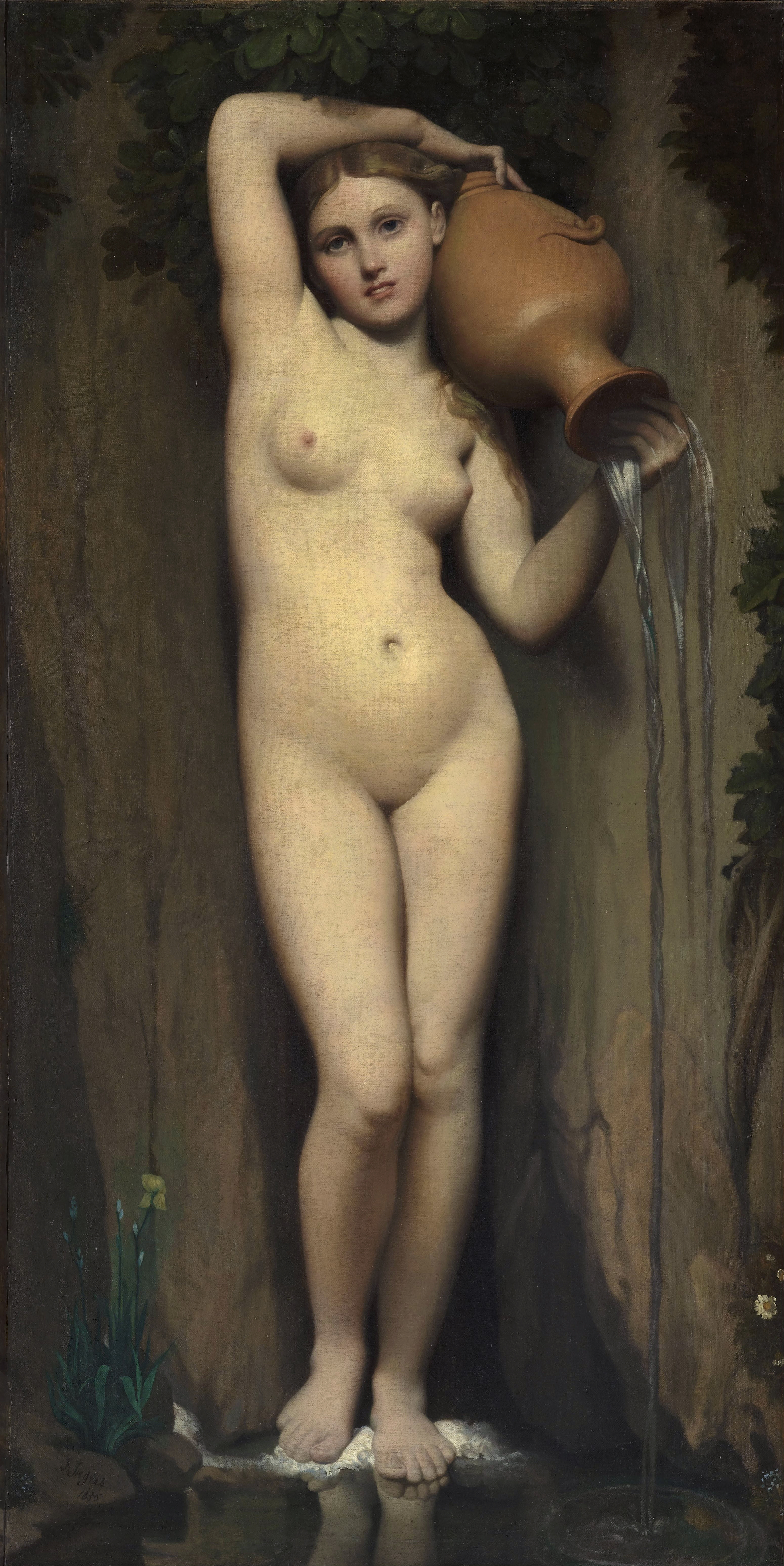
A Fonte, 1856
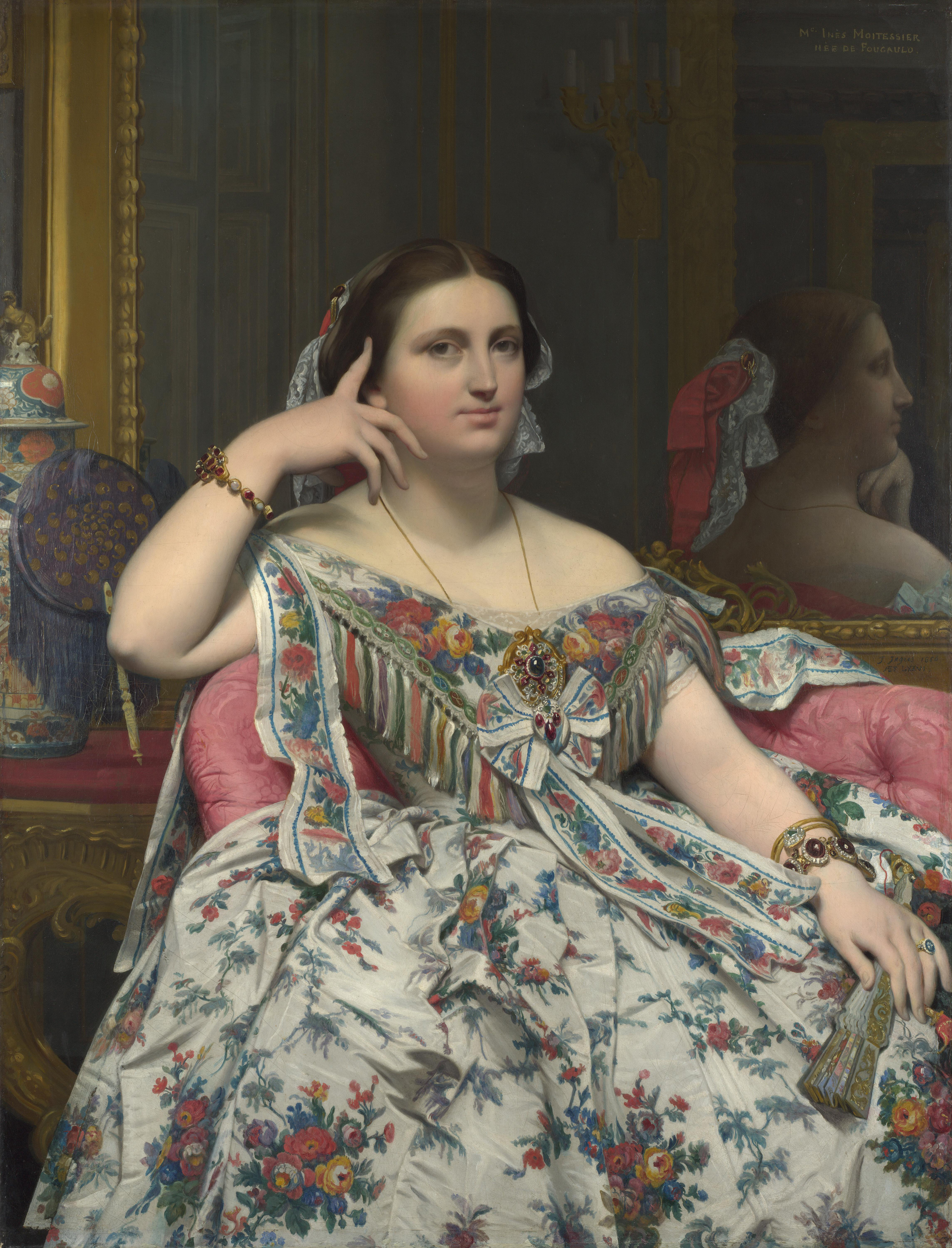
Madame Moitessier, sentada, 1856